# Eophrixus laevimanus
Eophrixus laevimanus är en kräftdjursart som beskrevs av Caroli 1930. Eophrixus laevimanus ingår i släktet Eophrixus och familjen Bopyridae. Inga underarter finns listade i Catalogue of Life.